# 聖羅伯特 (密蘇里州)
聖羅伯特（英語：St. Robert）是位於美國密蘇里州普瓦斯基縣的城市。

## 人口
根據2020年美國人口普查的數據，聖羅伯特的面積為21.82平方千米，當中陸地面積為21.80平方千米，而水域面積為0.02平方千米。當地共有人口5192人，而人口密度為每平方千米238人。